# Dwarsstroomradiateur
Een dwarsstroomradiateur is een koelradiateur van een auto of motorfiets waarbij de koelvloeistof niet van boven naar beneden maar zijdelings stroomt. 
Behalve in racemachines werd dit systeem op motorfietsen onder andere toegepast in de BMW F 650 GS (2000).